# Sợi dây chuyền định mệnh
Sợi dây chuyền định mệnh (tiếng Trung: 放羊的星星; Hán-Việt: Phóng dương đích tinh tinh; bính âm: fāng yáng de xīngxīng) là một bộ phim nhiều tập Đài Loan được ra mắt vào năm 2007. Thể loại: tâm lý, tình cảm, hài hước.

## Nội dung
Hạ Chi Tinh 24 tuổi là 1 nữ phạm nhân bị bắt vì tội lừa đảo và được tạm tha. Một cô gái vì tình yêu mà phải ngồi tù cuối cùng cũng đợi được đến ngày gặp mặt người yêu. Đặc biệt cô còn đến khách sạn 6 sao để chọn mua quà. Hôm nay là hôn lễ của Âu Nhã Nhược - người yêu cũ của cậu hai tập đoàn E.Shine Trọng Thiên Kỳ - và người anh cả Trọng Thiên Tuấn đồng thời cũng là buổi đấu giá sợi dây chuyền kim cương màu xanh "Queen Mary" của mẹ anh ấy để lại. Do cố ý tránh tham dự hôn lễ, Trọng Thiên Kỳ bị áp giải từ sân bay về. Sau khi bước vào phòng hôn lễ, anh vào thẳng phòng cô dâu, ôm Nhã Nhược rồi hôn cô, đồng thời lấy mất sợi dây chuyền Queen Mary. Một là để trả thù Nhã Nhược, hai là anh không muốn di vật mẹ để lại bị mang ra bán đấu giá. Sợi dây chuyền Queen Mary bị mất, hôn lễ bị tạm dừng. Nhân viên bảo vệ hiểu lầm kẻ cắp mà Nhã Nhược chỉ là Hạ Chi Tinh nên còng tay cô. Không muốn liên lụy đến người vô tội, Thiên Kỳ quay lại kéo A Tinh chạy đi. A Tinh liền còng chiếc còng tay còn lại vào tay Thiên Kỳ và cùng chạy trốn với cậu hai của tập đoàn kinh doanh đá quý E-Shine. Chiếc còng tay này đã tạo nên mối lương duyên nan giải.

## Sản xuất
- Tên gọi của bộ phim:

| Quốc gia | Ngôn ngữ         | Tên gọi                                              |
| -------- | ---------------- | ---------------------------------------------------- |
| Đài Loan | Tiếng Quan Thoại | 放羊的星星, bính âm: fāng yáng de xīngxīng           |
|          | Tiếng Anh        | My Lucky Star (tiếng Việt: Ngôi sao may mắn của tôi) |
| Việt Nam | Tiếng Việt       | Sợi dây chuyền định mệnh                             |

## Diễn viên
- Lâm Chí Dĩnh - Trọng Thiên Kỳ (Trung Thiên Kỳ) (仲天騏)
- Yoo Ha Na - Hạ Chi Tinh (夏之星)
- Hong Xiao Ling - Âu Nhã Nhược (歐雅若)
- Leon Jay Williams - Trọng Thiên Tuấn (Trung Thiên Tuấn) (仲天駿)
- Lý Uy (Lee Wei) - Hàn Chí Ân (韓志胤)
- Wang Dao - Zhong Wei (仲威)
- Dong Zhi Cheng - Guang Ming (光明)
- Huang Yu Rong - Zhao Shi San (趙十三)
- Chen Wei Min (陳為民) - Fa Ge (發哥)
- Zheng Xiao Hui (鄭曉慧) - He Bao Zhu (何寶珠)
- Tsai Pei Lin - Jin Shan Mei (金善美)
- Guo Shi Lun - Wu Ren Yao (吳仁耀)
- Niu Cheng Ze
- Meng Ting Li (孟庭麗)
- Song Zhi Ai - Ming Mei (明美 (ep. 01)
- Fu Pei Ci (傅佩慈) - Nini (妮妮)
- Li Zhi Qin (李之勤) - Zhong Hua (仲華)
- Cheng Bo Ren (程伯仁) - George
- Lin Yi Hong - Jason
- Renzo Liu - Hedda